# Coriolano Ponza di San Martino
Coriolano Ponza di San Martino (Torino, 9 ottobre 1842 – Cuneo, 6 gennaio 1926) è stato un generale, politico e saggista italiano.
Fu senatore del Regno. Era figlio di Gustavo Ponza di San Martino, che fu senatore del Regno di Sardegna e del Regno d'Italia e ministro dell’Interno nel Governo Cavour I e nipote di Coriolano Malingri di Bagnolo. Il fratello minore Cesare Ponza di San Martino fu anch'egli generale e senatore del Regno d'Italia.
Ricoprì la carica di ministro della Guerra del Regno d'Italia nei Governi Pelloux II, Saracco e Zanardelli.

## La formazione e la Terza guerra d'indipendenza
Entrato a quindici anni all'Accademia Militare di Torino, ne uscì con il grado di sergente essendo troppo giovane per essere nominato ufficiale. Sottotenente nel 1860 e luogotenente nel 1862, capitano nel 1866, dopo aver prestato servizio allo Stato Maggiore d'artiglieria partecipò alla Terza guerra d'indipendenza come comandante della 1ª Sezione (6ª Batteria) del 5º Reggimento d'artiglieria da campagna guadagnandosi una Medaglia d'argento nello scontro di Villafranca (Battaglia di Custoza) con la seguente motivazione: "Quale comandante la prima Sezione dimostrò sangue freddo ammirabile e col suo esempio incoraggiò i cannonieri, onde furono respinte le cariche di cavalleria" austriache dirette contro il quadrato delle fanterie italiane.

## L'innovatore del pensiero militare italiano

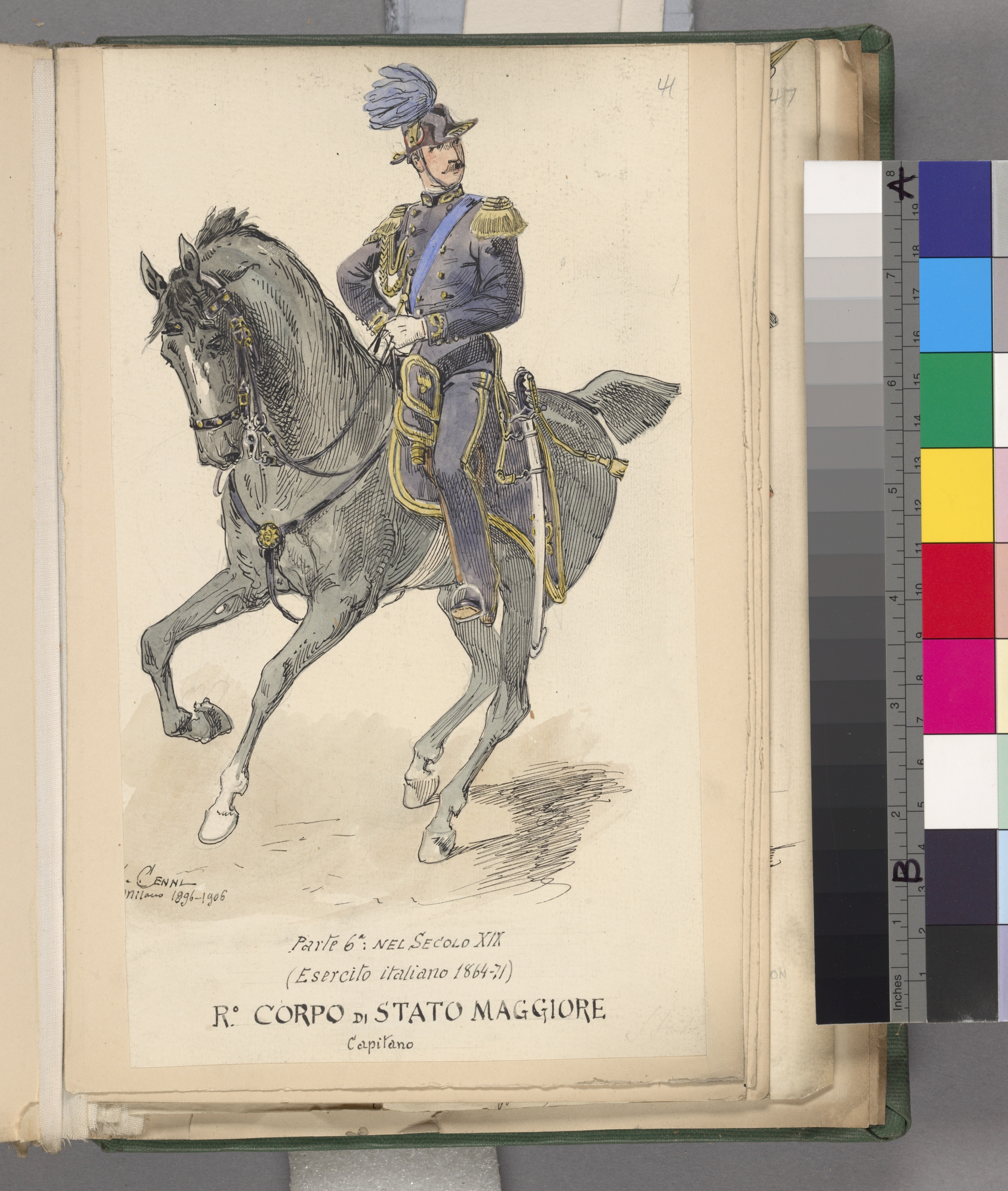
Ufficiale del Corpo di Stato Maggiore in una tavola di Quinto Cenni. Si notino la caratteristica sciabola Mod. 1843 propria degli ufficiali di S.M. e la sciarpa azzurra indossata da sinistra verso destra, altro segno distintivo del Corpo. A partire dal 1877 Coriolano Ponza di San Martino fu ufficiale effettivo del Corpo di Stato Maggiore.

Interessato anche agli aspetti tecnici e teorici dell'arte militare, il capitano del 5º Reggimento d'artiglieria Coriolano Ponza di San Martino fu studioso attento della guerra franco-prussiana del 1870-1871. Nel 1874 pubblicò a Roma, per i tipi dell'editore militare Carlo Voghera (casa editrice ufficiale dello Stato Maggiore), una monografia dal titolo "Studi sulla condotta delle truppe e sui servizi di seconda linea", opera innovativa nei contenuti per l'importanza data alle scienze ausiliarie nella gestione dello strumento militare e che segnò l'adesione di Coriolano Ponza di San Martino alla dottrina militare prussiano-tedesca.
Dal canto suo Ponza di San Martino anticipò con quella monografia il grande dibattito che avrebbe interessato gli ambienti militari italiani nel corso del decennio successivo relativamente alla mobilitazione: pur essendo un convinto offensivista, egli evidenziava l'inadeguatezza del sistema di reclutamento nazionale e della rete ferroviaria italiana chiedendone il potenziamento e l'espansione capillare sul territorio in vista della concentrazione delle truppe in Val Padana, in questo distanziandosi dagli "offensivisti ortodossi".
Nel 1875, anche per il successo ottenuto allo Stato Maggiore dal suo libro, Ponza di San Martino divenne istruttore di logistica presso la Scuola d’applicazione d’artiglieria e genio di Torino. Due anni dopo fu promosso al grado di maggiore del Corpo di Stato Maggiore ed inviato agli Stati Maggiori Territoriali, con impiego dal 1879 nello Stato Maggiore della Divisione di Genova.

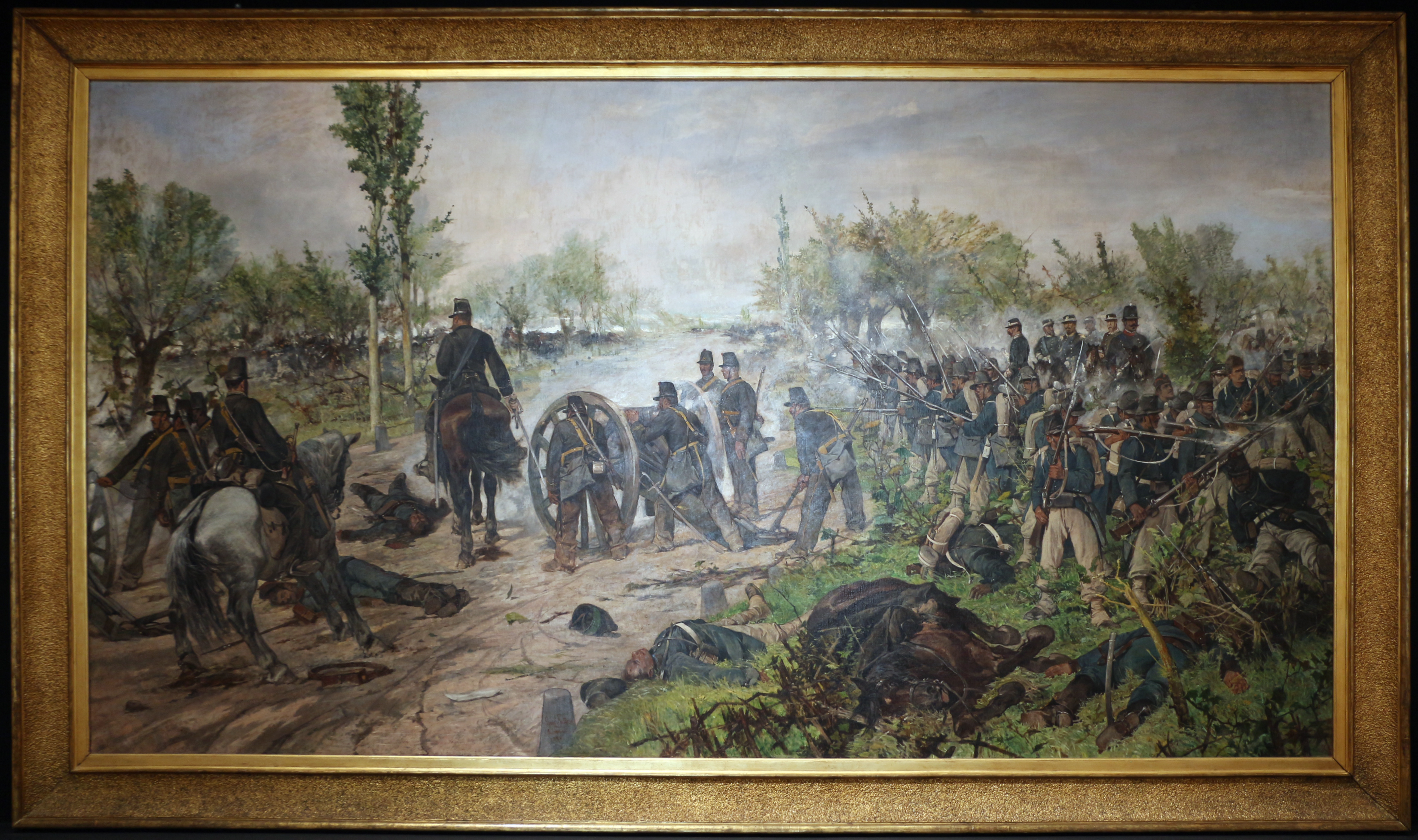
Il quadrato di Villafranca. L'ufficiale d'artiglieria a cavallo con la sciabola sguainata (a sinistra) è il capitano Coriolano Ponza di San Martino al comando della 1ª Sezione del 5º Reggimento d'Artiglieria.

## Al Ministero della Guerra ed in Africa
Nel 1882 venne chiamato a far parte del Comitato d'Artiglieria e Genio. Destinato al Ministero della Guerra, fu prima membro della Divisione di Stato Maggiore e poi suo capo. La Divisione di Stato Maggiore era alle dirette dipendenze del segretario generale del Ministero della Guerra e fungeva da ufficio operazioni militari con il compito di rendere operativi i piani approntati dal Comando del Corpo di Stato Maggiore. Quale collaboratore del ministro Emilio Ferrero e del segretario generale Luigi Pelloux, Ponza di San Martino contribuì alla progettazione ed istituzione del nuovo ordinamento dell'Esercito, rispondente alla necessità d'aumento della "potenza strategica". La riforma fu attuata in netta antitesi con i postulati ricottiani. A questo periodo deve ascriversi l'adesione definitiva di Coriolano Ponza di San Martino ai postulati dell'offensiva strategica, compresa la considerazione dell'Esercito quale "strumento" della politica estera. Nel 1885 fu prima capo ufficio C (biblioteca, storia, archivio) al II° Reparto dello Stato Maggiore e poi in servizio a Berlino a disposizione dell'Ambasciata italiana per incarichi speciali. Dal 1885 fu socio della Società geografica italiana su presentazione di Luigi Pelloux e Luigi Durand de la Penne. Su incarico del Capo di Stato Maggiore dell'Esercito Enrico Cosenz, lavorò a stretto contatto con il capitano di corvetta Augusto Aubry per sviluppare piani offensivi congiunti di Regio Esercito e Regia Marina contro la Francia. Colonnello dal 1886, comandò per breve tempo il 7º Reggimento Bersaglieri partendo poi per l'Africa e partecipando alla spedizione del generale Asinari di San Marzano che aveva come scopo quello di evitare un'avanzata delle truppe etiopiche in territorio italiano dopo la sconfitta di Dogali, nonché quello di passare alla controffensiva con obiettivo il centro di Saati. Coriolano Ponza di San Martino partecipò all'intero ciclo di operazioni comandando dapprima il 1º Reggimento Cacciatori d'Africa ed il 7º Reggimento bersaglieri poi, rientrando in Italia alla fine del 1888. Nel corso della campagna africana il Ponza fu anche comandante del campo di Archico, installato dopo le ricognizioni condotte da lui stesso assieme ad un battaglione del 1º Reggimento Cacciatori, ed effettuò rilievi delle montagne nei dintorni di Takbat (le cui tavole furono anche inviate a Quinto Cenni e da lui riprodotte), mentre su richiesta del generale Antonio Baldissera riprodusse in uno schizzo inviato al ministro della Guerra i movimenti di truppe nella battaglia di Saganèiti.

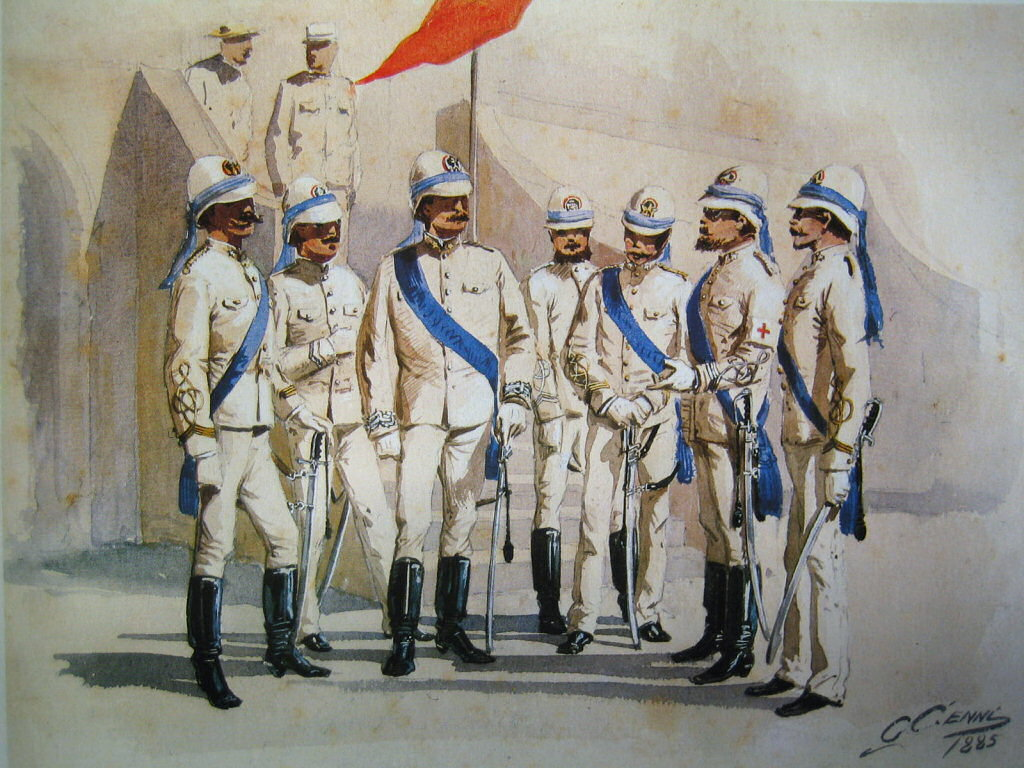
Ufficiali italiani del Corpo Speciale d'Africa in una tavola di Quinto Cenni. Del Corpo Speciale d'Africa fece parte tra il 1887 ed il 1888 Coriolano Ponza di San Martino come comandante del 1º Reggimento Cacciatori d'Africa prima e del 7º Reggimento Bersaglieri poi. Aiutante di campo del colonnello Ponza di San Martino era Marcello Prestinari. Coriolano Ponza di San Martino partecipò all'intero ciclo di operazioni della Spedizione del generale Asinari di San Marzano, reazione italiana alla battaglia di Dogali.

## Un "ufficiale scrittore" in missione segreta ed allo Stato Maggiore
Capo di Stato Maggiore del IX corpo d’armata di Roma nel 1889, fu impiegato in missione segreta in Tunisia e Tripolitania nel 1890 su ordine di Francesco Crispi per studiare i meccanismi difensivi ottomani e le possibili vie d'attacco frontaliere dei francesi.
Negli anni dal 1889 al 1893 Coriolano Ponza di San Martino collaborò assiduamente con la "Rivista Militare Italiana" scrivendo articoli di strategia, tattica e cultura militare. Il colonnello piemontese può infatti essere inserito in quella particolare categoria politico-culturale dell'Italia umbertina degli "ufficiali-scrittori".  Promosso maggiore generale comandante la Brigata Pistoia nel 1894, fu nominato quattro anni dopo aiutante di campo effettivo generale del re Umberto I e comandante della Divisione di Livorno. Egli fu sempre un ufficiale considerato espressione del "partito di Corte" e molto vicino al Sovrano. Da aiutante di campo del Re si oppose alla politica militare di Ricotti e spinse Giovanni Giolitti (il quale necessitava dell'appoggio del Ponza di San Martino nel collegio di Dronero, nel quale era influentissimo) a criticare i provvedimenti del novarese. Successivamente fu vicecomandante del Corpo di Stato Maggiore. Allo Stato Maggiore fu convinto assertore della necessità di terminare i lavori di fortificazione alla frontiera orientale mettendo in evidenza che, nonostante l'Italia fosse parte della Triplice Alleanza, una guerra con l'Austria-Ungheria non potesse escludersi a prescindere, tant'è vero che all'assunzione della carica di ministro della Guerra nel 1900, uno dei primi provvedimenti attuati da Ponza di San Martino fu ordinare la ripresa dei lavori di fortificazione alla frontiera austroungarica. Dal 1900 fu anche membro della Commissione per le Ricompense al Valore Militare.

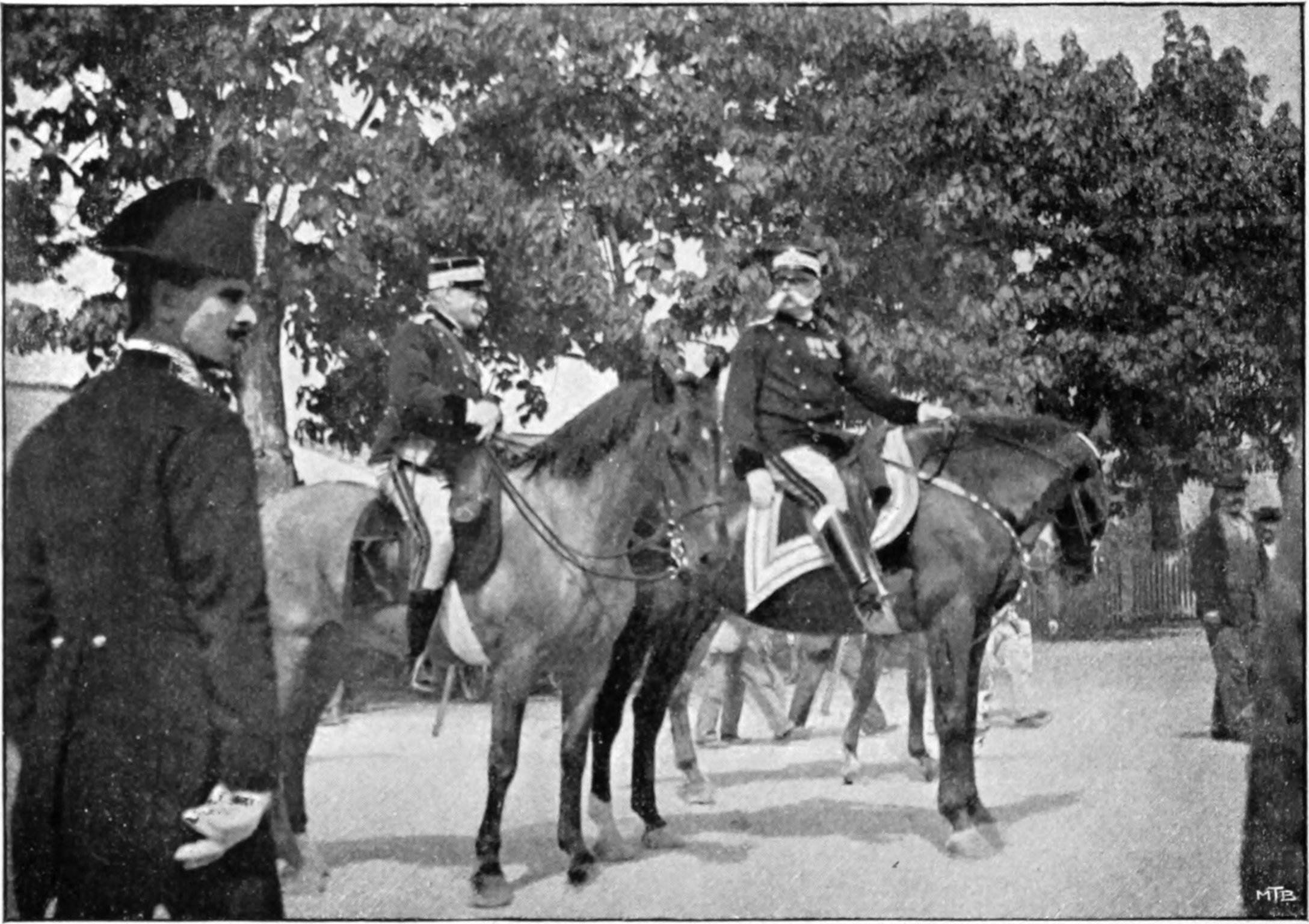
Il Generale Coriolano Ponza di San Martino (sx) e Re Umberto I (dx) alle grandi manovre del 1896

## Ministro della Guerra
Esponente di spicco del "partito di corte", Coriolano Ponza di San Martino fu chiamato a Via XX Settembre come successore del generale Mirri nell'ambito di un accordo tra il Centro sonniniano ed il presidente del Consiglio Luigi Pelloux. Come ministro della Guerra Coriolano Ponza di San Martino fece proprio il programma di quanti nell'ultimo ventennio dell'Ottocento avevano spinto per una trasformazione in chiave offensivista della dottrina militare italiana e per una riforma complessiva dell'impiego e degli avanzamenti di carriera del Corpo Ufficiali. 
Convinto della necessità di rafforzare la posizione dell'Italia in seno alla Triplice Alleanza, Ponza di San Martino era dell'idea che questo obiettivo potesse essere raggiunto con un programma di ammodernamento e potenziamento del Regio Esercito e con l'apertura d'una fase nuova di collaborazione con la Regia Marina e da qui nacque una proficua collaborazione con il collega della Marina Enrico Costantino Morin.
Al contrario della gran parte degli ufficiali italiani, Coriolano Ponza di San Martino era un fautore del reclutamento su base territoriale (secondo il vecchio programma della "sinistra militare" di Mezzacapo e Ferrero e contemporaneamente della scuola militare prussiana) che aveva tra i punti di forza la possibilità di costituire reggimenti in sede locale onde evitare eccessive separazioni fra popolazione residente e soldati e diminuire le tempistiche per la mobilitazione ed il concentramento di truppe.
Il suo programma politico prevedeva l'ammodernamento dell'artiglieria del Regio Esercito secondo i dettami della teoria offensivista la quale sosteneva la necessità di potenziare le "armi speciali" a fronte della teoria numerista che puntava tutto sulla "fanterizzazione".
Espressione diretta della prerogativa regia sui ministeri militari, il generale Ponza di San Martino aveva come punti di riferimento politici ed ideologici la monarchia sabauda, la tradizione militare piemontese e la difesa delle libertà statutarie. Sostenne la svolta autoritaria pellusiana e tentò prima con Saracco (quando tentò di far approvare a Re Vittorio Emanuele III lo stato d'assedio dopo il regicidio di Umberto I) e poi con Zanardelli (nel caso della militarizzazione delle Ferrovie) di portare avanti una politica di repressione "manu militari" degli scioperi pur nella garanzia della neutralità nelle contese tra operai e datori di lavoro secondo la politica impostata da Giovanni Giolitti. Al momento della sua conferma al Ministero della Guerra da parte di Zanardelli, il giornale "L'Esercito italiano" (organo degli offensivisti e della "sinistra militare") espresse il suo giudizio positivo poiché il generale Ponza era il garante del mantenimento del bilancio militare su alti livelli di spesa e dell'esclusione dell'Estrema dalle questioni di politica militare. Ostile all'idea di "Nazione armata" sostenuta dall'Estrema Sinistra Storica si oppose in Parlamento alla concessione di fucili degli arsenali alle società del Tiro a segno, uno dei provvedimenti "di bandiera" dello schieramento democratico.
Nel corso del suo mandato ministeriale rafforzò ruolo e funzioni del Capo di Stato Maggiore dell'Esercito - ad esempio durante le trattative per il rinnovo dei dispositivi militari della Triplice Alleanza e per la firma della relativa Convenzione navale nel 1900 - avviando quel processo politico-amministrativo che sarebbe arrivato a maturazione con le successive riforme del 1906 e 1908.
Nel 1900 ottenne un ingente stanziamento quinquennale di fondi dispensando così il Ministero della Guerra dal rendere conto delle singole voci di spesa. Un provvedimento questo in linea con quanto ottenuto dai generali tedeschi qualche anno prima e che rafforzò l'autonomia dei militari dai condizionamenti politici proprio come teorizzato dal generale Mezzacapo e messo in pratica da Pelloux. Nel campo della politica coloniale riformò il Regio corpo truppe coloniali ("Istruzioni relative alle regie truppe d'Africa" 15 gennaio 1902; R.D. n. 168 del 30/03/1902) e sostenne la necessità di garantire l'autonomia del comandante delle truppe nella Colonia eritrea rispetto al governatore civile scontrandosi con Ferdinando Martini.
Durante il suo ministero fu inviato un corpo di spedizione italiano in Cina nell'ambito della rivolta dei Boxer. Proprio in merito alla spedizione cinese è da notare che - come si apprende dalla sua corrispondenza con il colonnello Garioni, comandante del Corpo di Spedizione - furono di Ponza di San Martino sia le scelte strategiche che quelle di natura prettamente tattica adottate dal contingente italiano nel Celeste Impero. Godette del pieno sostegno prima di Re Umberto I e poi di Re Vittorio Emanuele III al Ministero della Guerra tanto che il primo lo impose come ministro a Saracco ed il secondo legò la sua riconferma all'approvazione della compagine governativa di Zanardelli. Ponza di San Martino presentò le sue dimissioni da ministro in contrasto con la linea delle concessioni ai ferrovieri scelta da Zanardelli e Giolitti.

## Ultimi anni
Al termine della sua breve ma brillante carriera politica, Ponza di San Martino comandò la divisione militare di Firenze (1903-04), cui seguì la designazione al comando del VI Corpo d’armata di Bologna ed il coinvolgimento nelle commissioni di studio per la difesa dello Stato fino al 1909, anno in cui lasciò il servizio attivo dedicandosi alla gestione delle proprietà di famiglia nelle quali introdusse innovative tecniche agricole. Nel 1901 tradusse dal tedesco l'opera di R. Stutzer (Lipsia, 1895)  "Guida allo studio delle concimazioni ad uso degli agricoltori e delle scuole agrarie". Nel 1913 fu socio patrono e fondatore della Unione Sportiva Pro Dronero assieme al fratello Cesare ed a Giovanni Giolitti che ne divenne presidente. Nel 1914-1915 fu interventista di tendenza nazional-conservatrice.
Durante la prima guerra mondiale prestò ancora servizio quale membro di importanti commissioni militari e come tenente generale della Milizia Territoriale presso il Ministero della Guerra. Fu tra i senatori aderenti al Fascio Parlamentare di Difesa Nazionale promosso dal nazionalista Maffeo Pantaleoni subito dopo Caporetto per superare la crisi politica e continuare la guerra fino alla vittoria. Sostenitore dello smembramento dell'Austria-Ungheria, aderì al "Comitato italiano per l'indipendenza czeco-slovacca" presieduto da Pietro Lanza di Scalea, collaborando alla formazione della Legione cecoslovacca che combatté al fianco dell'Esercito italiano nell'ultima fase della Grande Guerra. 
Nel 1920 per sopraggiunti limiti d'età cessò di far parte della Riserva conservando il grado di tenente generale e la relativa uniforme. Al Senato Ponza di San Martino aderì al gruppo liberale-democratico rappresentandone uno degli esponenti della destra salandrina liberal-nazionalista. Negli ultimi anni aderì al gruppo dell'Unione Democratica nato dalla fusione tra liberali-democratici e demosociali e poi al Partito Liberale Italiano.

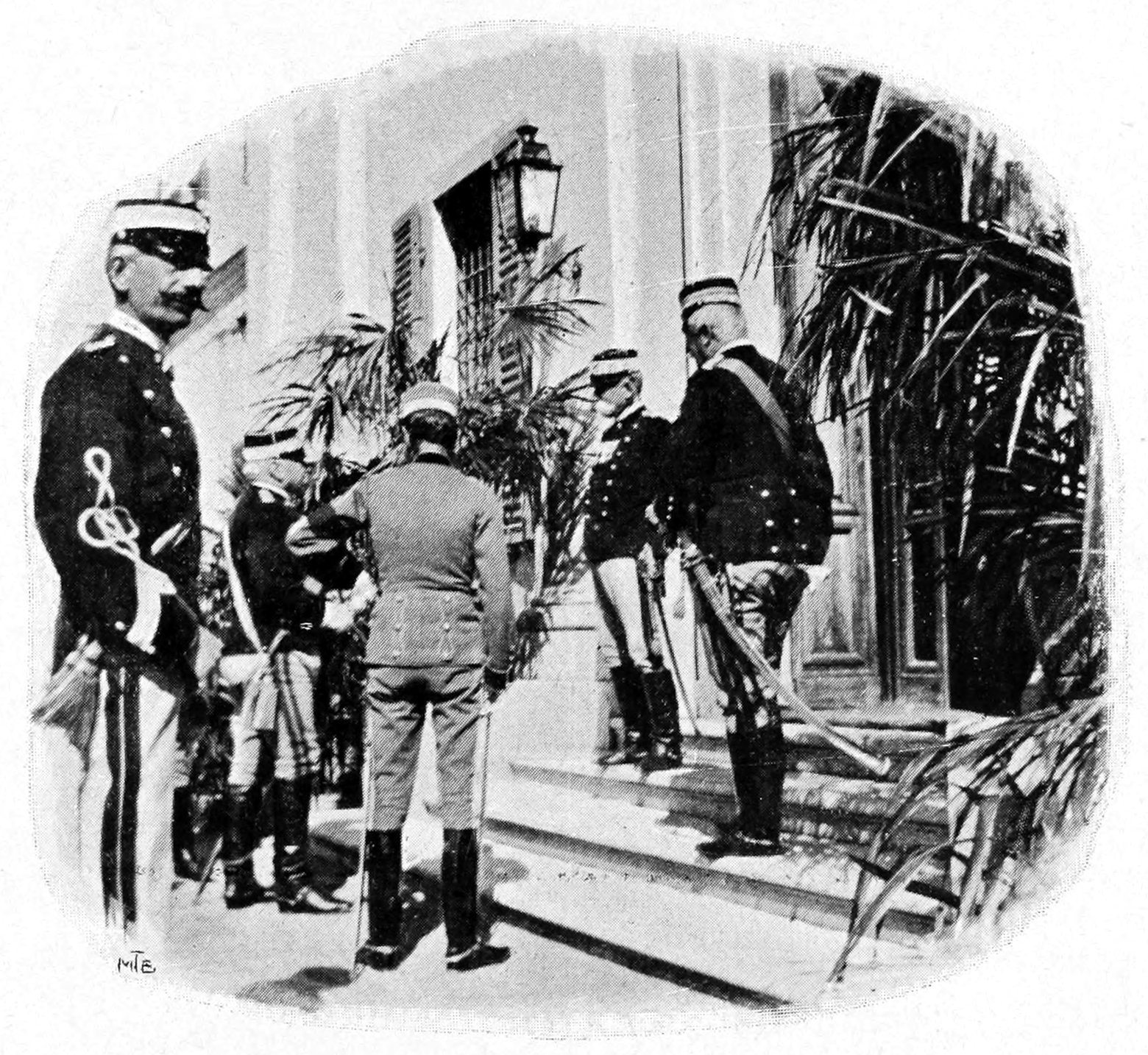
Il generale Coriolano Ponza di San Martino (secondo da sinistra di profilo) in compagnia di altri ufficiali generali durante le grandi manovre del 1897 a Verona.

## Ascendenza
|                                 |                           |                                        | Genitori                                    |  |  | Nonni |  |  | Bisnonni |  |  | Trisnonni |  |
|                                 |                           |                                        |                                             |  |  |       |  |  | …        |  |  | …         |  |
|                                 |                           |                                        |                                             |  |  |       |  |  | …        |  |  | …         |  |
|                                 |                           | …                                      |                                             |  |  |       |  |  | …        |  |  |           |  |
| Cesare Ponza di San Martino     |                           |                                        |                                             |  |  |       |  |  | …        |  |  |           |  |
|                                 |                           | …                                      | …                                           |  |  |       |  |  |          |  |  |           |  |
|                                 |                           | …                                      | …                                           |  |  |       |  |  |          |  |  |           |  |
|                                 |                           | …                                      | …                                           |  |  |       |  |  |          |  |  |           |  |
| Gustavo Ponza di San Martino    |                           | …                                      |                                             |  |  |       |  |  |          |  |  |           |  |
|                                 |                           | Filippo Aimone Lovera di Maria         | …                                           |  |  |       |  |  |          |  |  |           |  |
|                                 |                           | Filippo Aimone Lovera di Maria         | …                                           |  |  |       |  |  |          |  |  |           |  |
|                                 |                           | Filippo Aimone Lovera di Maria         | …                                           |  |  |       |  |  |          |  |  |           |  |
| Luisa Gabriella Lovera di Maria |                           | Filippo Aimone Lovera di Maria         |                                             |  |  |       |  |  |          |  |  |           |  |
|                                 |                           | …                                      | …                                           |  |  |       |  |  |          |  |  |           |  |
|                                 |                           | …                                      | …                                           |  |  |       |  |  |          |  |  |           |  |
|                                 |                           | …                                      | …                                           |  |  |       |  |  |          |  |  |           |  |
| Coriolano Ponza di San Martino  |                           | …                                      |                                             |  |  |       |  |  |          |  |  |           |  |
|                                 | Luigi Malingri di Bagnolo | Guglielmo Amedeo Malingri di Bagnolo   |                                             |  |  |       |  |  |          |  |  |           |  |
|                                 | Luigi Malingri di Bagnolo | Guglielmo Amedeo Malingri di Bagnolo   |                                             |  |  |       |  |  |          |  |  |           |  |
|                                 | Luigi Malingri di Bagnolo | Eleonora Alfieri di Magliano           |                                             |  |  |       |  |  |          |  |  |           |  |
| Coriolano Malingri di Bagnolo   | Luigi Malingri di Bagnolo |                                        |                                             |  |  |       |  |  |          |  |  |           |  |
|                                 |                           | Laura D'Oria di Ciriè                  | Alessandro Eleazaro D'Oria di Ciriè         |  |  |       |  |  |          |  |  |           |  |
|                                 |                           | Laura D'Oria di Ciriè                  | Alessandro Eleazaro D'Oria di Ciriè         |  |  |       |  |  |          |  |  |           |  |
|                                 |                           | Laura D'Oria di Ciriè                  | Cristina Damiano Del Carretto di Mombaldone |  |  |       |  |  |          |  |  |           |  |
| Minervina Malingri di Bagnolo   |                           | Laura D'Oria di Ciriè                  |                                             |  |  |       |  |  |          |  |  |           |  |
|                                 |                           | Giuseppe Ottavio Maria Capris di Ciriè | …                                           |  |  |       |  |  |          |  |  |           |  |
|                                 |                           | Giuseppe Ottavio Maria Capris di Ciriè | …                                           |  |  |       |  |  |          |  |  |           |  |
|                                 |                           | Giuseppe Ottavio Maria Capris di Ciriè | …                                           |  |  |       |  |  |          |  |  |           |  |
| Barbara Capris di Ciriè         |                           | Giuseppe Ottavio Maria Capris di Ciriè |                                             |  |  |       |  |  |          |  |  |           |  |
|                                 |                           | Giovanna Capris di Ciriè               | …                                           |  |  |       |  |  |          |  |  |           |  |
|                                 |                           | Giovanna Capris di Ciriè               | …                                           |  |  |       |  |  |          |  |  |           |  |
|                                 |                           | Giovanna Capris di Ciriè               | …                                           |  |  |       |  |  |          |  |  |           |  |
|                                 |                           | Giovanna Capris di Ciriè               |                                             |  |  |       |  |  |          |  |  |           |  |

## Onorificenze
«Comandante la prima sezione, dimostrò sangue freddo ammirabile e col suo esempio incoraggiò i cannonieri onde furono respinte le cariche di cavalleria nel fatto d'armi di Villafranca» - 24 giugno 1866 (R.D. 6 dicembre 1866)
Fascetta della Campagna 1866
Spedizione del 1887

## Pubblicazioni
- Considerazioni militari vol. I (Tipografia Militare Carlo Voghera, Roma, 1872)
- Considerazioni militari vol. II (Tipografia Militare Carlo Voghera, Roma, 1872)
- Monografia della Valle del Pellice (Tipografia Militare Carlo Voghera, Roma, 1872)
- Monografia delle Valli del Chisone e Germagnasca (Tipografia Militare Carlo Voghera, Roma, 1872)
- Monografia dell'alta valle del Tanaro e della zona delle Alpi Marittime compresa tra Monte Saccarello e Rocca Barbena (Tipografia Militare Carlo Voghera, Roma, 1873)
- Studi sulla condotta delle truppe e sui servizi di seconda linea (Tipografia Militare Carlo Voghera, Roma, 1874)
- Monografia dell'Alto Monferrato, ossia della zona compresa fra il Tanaro, la Bormida e l'Erro (Tipografia Militare Carlo Voghera, Roma, 1874)
- Considerazioni militari vol. III (Tipografia Militare Carlo Voghera, Roma, 1875)
- Monografia delle Alpi Centrali: Alpi Pennine, Lepontine e Retiche (Tipografia Militare Carlo Voghera, Roma, 1875)
- Descrizione topografico-militare e cenni storici (Tipografia Militare Carlo Voghera, Roma, 1876)
- Considerazioni militari vol. IV (Tipografia Militare Carlo Voghera, Roma, 1877)
- Condizioni oro-idrografiche ed economiche, rete stradale, dati statistici e cenni storici (Tipografia Militare Carlo Voghera, Roma, 1879)
- Descrizione delle strade, elenco dei valichi montani, schizzo stradale (Tipografia Militare Carlo Voghera, Roma, 1880)
- Monografie militari varie vol. I (Tipografia Militare Carlo Voghera, Roma, 1881)
- Monografie militari varie vol. II (Tipografia Militare Carlo Voghera, Roma, 1881)
- La catena in combattimento (in "Rivista Militare Italiana", Tipografia Militare Carlo Voghera, Roma, Febbraio 1892)